# Rolf Steffenburg
Rolf Steffenburg, född 14 mars 1886 i Gävle, död 18 mars 1982 i Stockholm, var en svensk seglare.
Han seglade för Kullaviks KKK. Han blev olympisk guldmedaljör i Antwerpen 1920.